# Agrochola siniestra
Agrochola siniestra là một loài bướm đêm trong họ Noctuidae.